# Jüdischer Friedhof (Neustupov)
Koordinaten: 49° 37′ 15,5″ N, 14° 41′ 8,2″ O

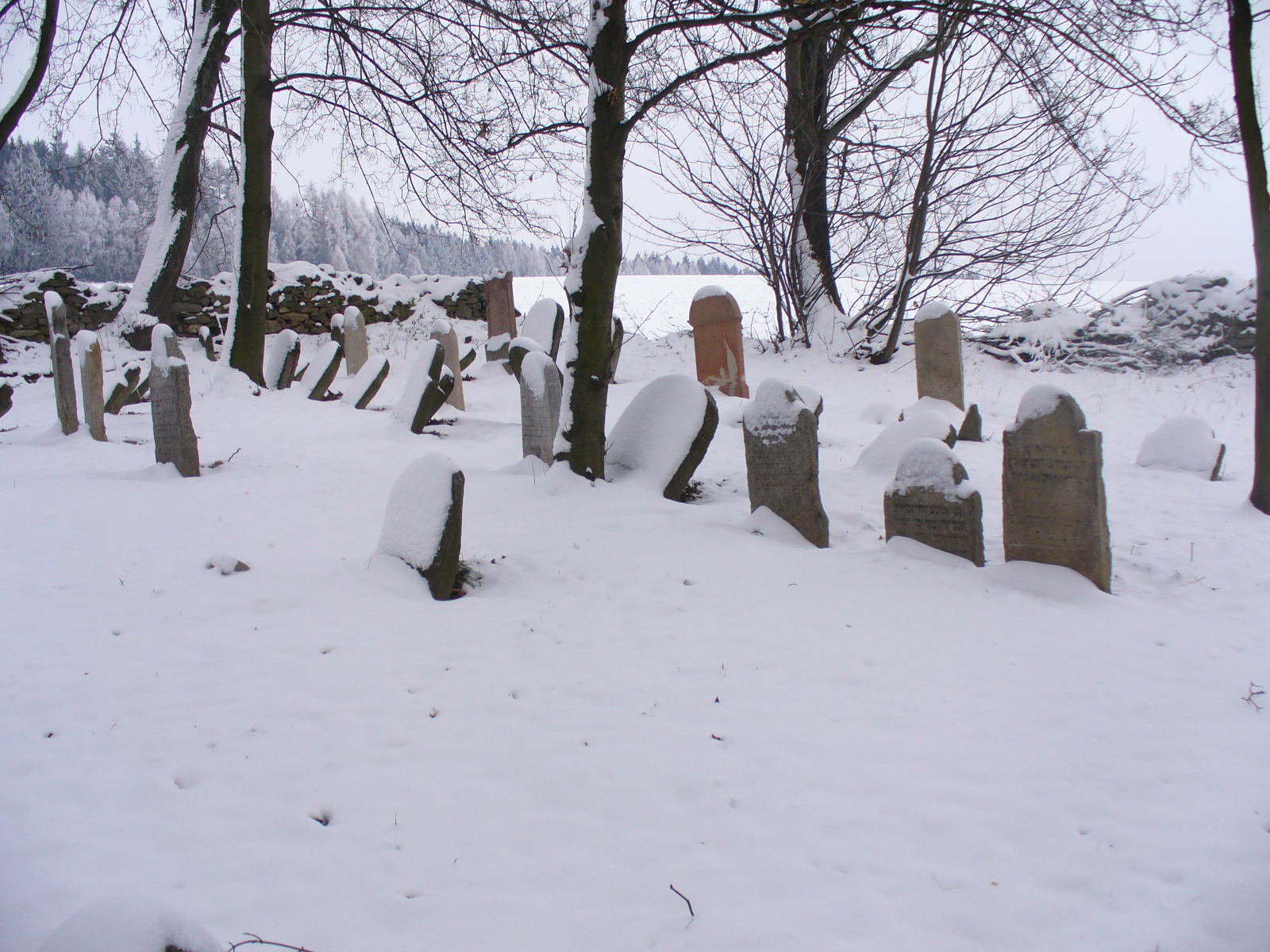
Jüdischer Friedhof in Neustupov

Ein jüdischer Friedhof befindet sich in Neustupov (deutsch Neustupow), einer Minderstadt im tschechischen Okres Benešov in der Mittelböhmischen Region. Der jüdische Friedhof westlich des Ortes ist seit 1988 ein geschütztes Kulturdenkmal.